# SC Herford
Maillots
Dernière mise à jour : 3 mai 2011.
Le SC Herford est un club sportif allemand localisé à Herford, une ville située dans le District de Detmold, au Nord-Est de la Rhénanie du Nord-Westphalie.
Le club tire son nom et sa forme actuelle de diverses fusions regroupant plusieurs associations sportives locales.
Outre le Football, ce cercle compte des départements d’Athlétisme, de Badminton, de Handball, de Judo, de Natation, de Tennis de table et de Volley-ball.

## Dates clés
- 1907 – fondation du VEREIN für BEWEGUNNG EINIGKEIT 1907 HERFORD.
- 1908 – fondation du SPIELVEREINIGUNG UNION 08 HERFORD.
- 1928 – fondation de SPORT-und-SPIELVEREIN 1928 HERFORD
- 1968 – fusion entre le SPIELVEREINIGUNG UNION 08 HERFORD et le VEREIN für BEWEGUNNG EINIGKEIT 1907 HERFORD pour former le HERFORDER SPORT-CLUB 07/08.
- 1972 - 16/06/1972, fusion entre le HERFORDER SPORT-CLUB 07/08 et le SPORT-und-SPIELVEREIN 1928 HERFORD pour former le SPORT CLUB HERFORD.

## Histoire
Le SC Herford se forma le 16 juin 1972 à la suite de la fusion entre le SuS 1928 Herford et le Herforder SC 07/08. Ce club avait été constitué quatre ans auparavant par la fusion entre le SpVgg Union 08 Herford et le VfB Einigkeit 1907 Herford.

### SpVgg Union 08 Herford
Le SpVgg Union 08 Herford fut le plus connu des clubs entrés dans la fusion. En 1922, ce cercle accéda à la Bezirksliga Westfalen, à l’époque la plus haute division régionale. 
En 1933, le SpVgg Union 08 termina avant-dernier et manqua ainsi la qualification pour la Gauliga Westfalen, une des seize ligues créées sur ordre des Nazis qui venaient d’arriver au pouvoir. En 1944, le club gagna sa place en Gauliga, mais peu après le début de la saison suivante, la compétition fut arrêtée en raison de l’évolution de la guerre.
En 1945, le club fut dissous par les Alliés, comme tous les clubs et associations allemands (voir Directive n°23). Il fut rapidement reconstitué.
Le SpVgg Union 08 Herford monta en Landesliga Westfalen (niveau 3) en 1952. Quatre ans plus tard, le club termina à égalité de points à la première mais fut devancé au Torquotient par le SV Arminia Gütersloh. Son bon classement permit à l’Union 08 Herford de rester au 3e niveau qui se joua sous la forme d’une série unique et prit le nom de Verbandsliqa Westfalen, à partir de la saison suivante.
Relégué en Landesliga Westfalen (niveau 4) en 1957, le club remonta deux ans plus tard et évolua en Verbandsliqa Westfalen jusqu’en 1964. Relégué, le SpVgg Union 08 manqua la remontée directe de peu. Ensuite, il lutta pour se maintenir en Landesliga Westfalen (niveau 4).
En 1968, il fusionna avec le VfB Einigkeit 1907 Herford pour former le Herforder SC 07/08.

### Herforder SC 07/08
En 1971, le Herforder SC 07/08 termina vice-champion en Landesliga Westfalen.
Mais un an plus tard, il échoua à la dernière place de son groupe et descendit en Bezirksliga (5e niveau). Il croisa alors au même niveau que le SuS 1928 Herford, un autre club local qui remporta le titre et le droit de remonter en Landesliga.
Les deux entités décidèrent de fusionner et de former le SC Herford.

### SuS 1928 Herford
Fondé en 1928, ce club atteignit six ans plus tard la Bezirksliga Ostwestfalen (située au 2e niveau régional). Il y termina troisième lors de sa première saison.
Après la Seconde Guerre mondiale, le SuS 1928 évolua en Landesliga Westfalen (niveau 4) dans les années 1960. Il y fut vice-champion en 1964. Par la suite, le cercle recula dans la hiérarchie. 
En 1972, il gagna le droit de remonter en en Landesliga. En juin de la même année, le club fusionna avec le Herforder SC 07/08 pour former le SC Herford.

### Herford SC
Le club nouvellement fusionné prit donc place en Landesliga où le SuS 1928 Herford avait regagné sa place à la fin de la saison précédente. Le SC Herford fut directement champion et accéda à la Verbandsliga Westfalen
Le club fut vice-champion en 1974 puis termina à égalité à la première place la saison suivante. Il perdit le match d’appui contre le Arminia Gütersloh. Mais en 1976., le SC Herford remporta le titre de la Verbandsliga Westfalen et se qualifia ainsi pour le tour final. Il y termina derrière Arminia Hannover mais devant l’Union 06 Berlin. Il monta ainsi en 2. Bundesliga Nord.
Le club assura son maintien une saison mais en 1978 il fut relégué. Il intégra alors l’Oberliga Westfalen, une ligue nouvellement créée au 3e niveau. Il y remporta le premier titre et remonta directement.
Assurant son maintien de justesse la saison suivante, le SC Herford termina à la 16e place sur 20 en 1981. Cela ne fut pas suffisant pour rester au sein d’une 2. Bundesliga ramenée à une seule série la saison suivante.
Le SC Herford presta cinq saisons en Oberliga Westfalen puis, en 1986, descendit en Verbandsliga Westfalen (4e niveau).
Durant trois saisons, le cercle lutta pour ne pas descendre puis il devint une des valeurs sûres de la série. En 1999, il termina vice-champion de la Verbandsliga Westfalen. Cette ligue avait reculé au 5e étage de la pyramide du football allemand, cinq ans auparavant, lors de l’instauration des Regionalligen, au 3e niveau.
Revenu en Oberliga Westfalen, le SC Herford se classa directement quatrième. Mais le championnat 2000-2001 fut médiocre et le club ne put éviter la relégation.
Le SC Herford rejoua quatre saisons en Verbandsliga Westfalen puis connut deux descentes successives et échoua en Bezirksliga en 2006, soit au niveau 8.
Deux ans plus tard, le club regagna sa place en Landesliga Westfalen, une ligue qui passait à ce moment du 7e au 8e niveau à la suite de la création de la 3. Liga, en tant que "Division 3".
En 2010-2011, le SC Herford évolue Landesliga Westfalen (Groupe Ost), soit au 8e niveau de la hiérarchie de la DFB.

## Palmarès
- Champion de la Verbandsliga Westfalen (III) : 1976.
- Vice-champion de la Verbandsliga Westfalen (III) : 1974.
- Champion de la Oberliga Westfalen (III) : 1979.
- Vice-champion de la Verbandsliga Westfalen (IV) : 1999.
- Champion de la Bezirksliga Westfalen (VIII) : 2008.
- Vainqueur de la Westfalen Pokal (Coupe de Westphalie) : 1984.